# Polygonatum tamaense
Polygonatum tamaense är en sparrisväxtart som beskrevs av Hiroshi Hara. Polygonatum tamaense ingår i släktet ramsar, och familjen sparrisväxter. Inga underarter finns listade i Catalogue of Life.